# NXT TakeOver: Brooklyn II
NXT TakeOver: Brooklyn II è stato l'undicesimo show della serie NXT TakeOver, prodotto dalla WWE per il roster di NXT, e trasmesso in diretta sul WWE Network. L'evento si è tenuto il 20 agosto 2016 al Barclays Center di Brooklyn (New York).

## Storyline
La serie di NXT TakeOver, riservata ai lottatori di NXT, settore di sviluppo della World Wrestling Entertainment (WWE), è iniziata il 29 maggio 2014, con lo show tenutosi alla Full Sail University di Winter Park (Florida) e trasmesso live sul WWE Network.
Nella puntata di NXT del 27 luglio 2016 il General Manager William Regal ha annunciato che Shinsuke Nakamura come nuovo contendente n°1 all'NXT Championship di Samoa Joe, e che i due si sarebbero affrontati a NXT TakeOver: Brooklyn II.
Il 3 agosto sono state mandate in onda delle vignette circa il debutto di Ember Moon, che avrebbe affrontato Billie Kay su decisione del General Manager di NXT William Regal.
Il 3 agosto è avvenuto il debutto televisivo di Bobby Roode. Dopo aver sconfitto Angelo Dawkins, Andrade "Cien" Almas è stato annunciato da William Regal come avversario di Roode a NXT TakeOver: Brooklyn II.

## Risultati
| # | Match                                                                                               | Stipulazioni                                   | Durata |
| - | --------------------------------------------------------------------------------------------------- | ---------------------------------------------- | ------ |
| 1 | Austin Aries ha sconfitto No Way Jose per sottomissione                                             | Single match                                   | 10:42  |
| 2 | Ember Moon ha sconfitto Billie Kay                                                                  | Single match                                   | 04:35  |
| 3 | Bobby Roode ha sconfitto Andrade "Cien" Almas                                                       | Single match                                   | 10:22  |
| 4 | The Revival (Dash Wilder e Scott Dawson) (c) hanno sconfitto #DIY (Johnny Gargano e Tommaso Ciampa) | Tag Team match per l'NXT Tag Team Championship | 19:10  |
| 5 | Asuka (c) ha sconfitto Bayley                                                                       | Single match per l'NXT Women's Championship    | 14:07  |
| 6 | Shinsuke Nakamura ha sconfitto Samoa Joe (c)                                                        | Single match per l'NXT Championship            | 21:14  |